# Język gogo
Język gogo – język z rodziny bantu używany w Tanzanii. W 1992 roku liczba mówiących tym językiem wynosiła około 1,3 mln, a w 2006 roku 1,44 mln.